# Richard Heß (Forstwissenschaftler)

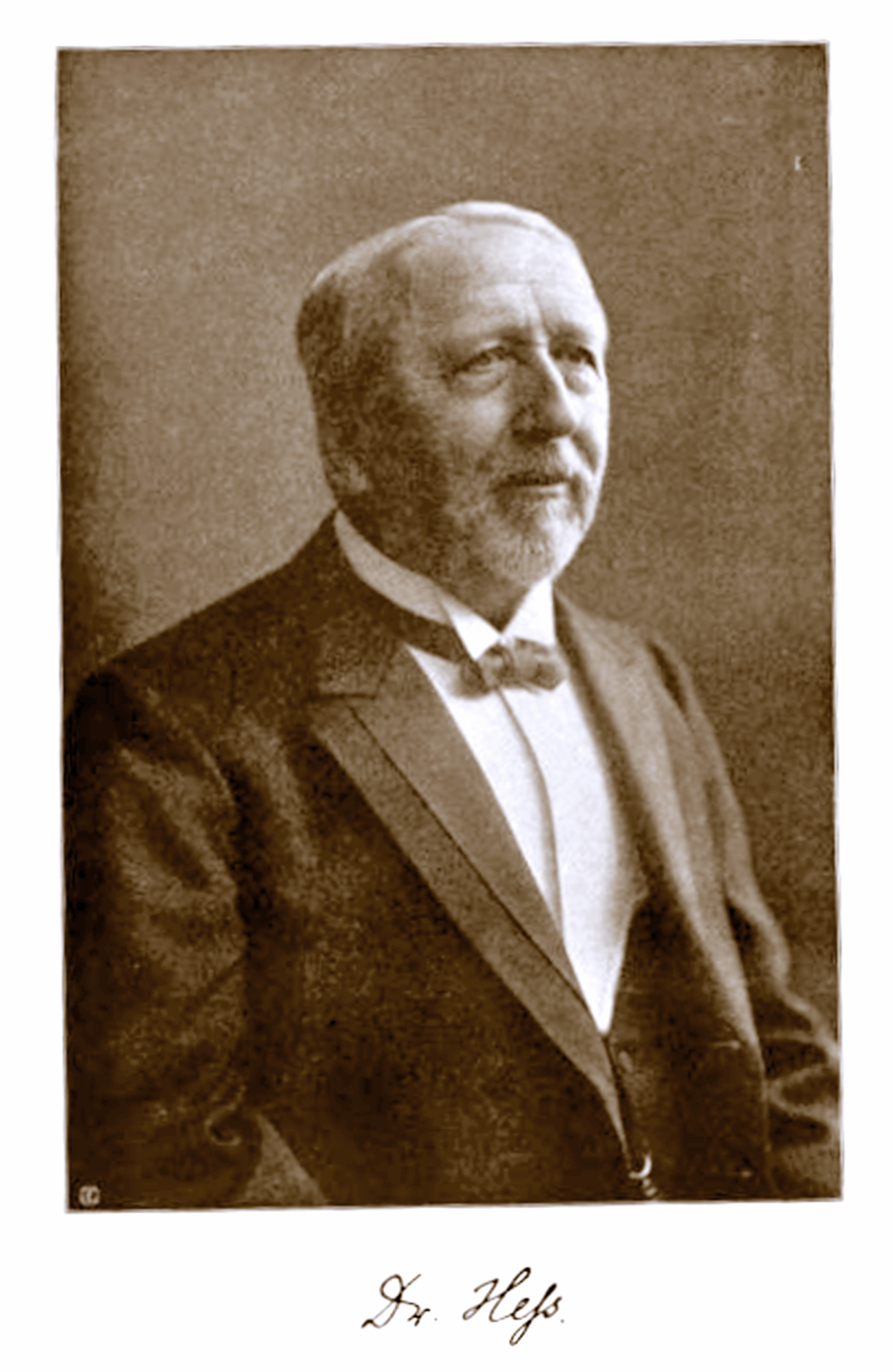

Richard Alexander Heß (* 23. Juni 1835 in Gotha; † 16. Januar 1916 in Gießen) war ein deutscher Forstwissenschaftler.

## Leben
Richard Heß, Sohn des Politikers Karl August Heß und der Emilie Caroline geborene Weber, studierte nach dem Abitur Forstwissenschaften an der Forstakademie Aschaffenburg sowie Staats-, Rechts- und Naturwissenschaften an der Universität Göttingen. Während seines Studiums wurde er 1857 Mitglied der Burschenschaft Brunsviga.
In der Folge war Heß über zehn Jahre als Förster tätig, bevor er 1869 einem Ruf als Professor der Forstwissenschaft und Direktor des Forstinstituts an die Universität Gießen folgte. Heß – er amtierte zwischen 1887 und 1888 als Rektor und 1888 als Kanzler – lehrte bis zu seiner Emeritierung 1910 Forstproduktionslehre, Forstliche Wirtschaftslehre – er vertrat die Preßler-Heyersche Bodenreinertragslehre –, Forstverwaltung und Forstgeschichte.
Die unter seiner Leitung 1882 in Gießen gegründete Forstliche Versuchsanstalt genoss im In- und Ausland einen guten Ruf. 1878 erschien sein bekanntestes Werk, Der Forstschutz, das rasch internationale Anerkennung fand, in Deutschland bis zum Ersten Weltkrieg vier Mal aufgelegt wurde und ins Englische, Französische, Italienische, Russische und Japanische übersetzt wurde.
Richard Heß heiratete 1863 Sophie geborene Schlenck, mit der er zwei Töchter und zwei Söhne hatte. Er verstarb am 16. Januar 1916 im Alter von 80 Jahren in Gießen und wurde auf dem Alten Friedhof beigesetzt.

## Ehrungen (Auswahl)
Heß erhielt 1869 die Ehrendoktorwürde der Philosophischen Fakultät der Universität Gießen, zum 12. September 1890 den Titel Geheimer Hofrat und 1907 den Titel Geheimrat. Am 14. Juni 1881 wurde ihm das Ritterkreuz I. Klasse des Verdienstordens Philipps des Großmütigen, am 25. November 1900 das Ehrenkreuz, am 25. November 1904 das Komturkreuz II. Klasse und schließlich am 4. Juni 1910 die Krone zum Komturkreuz II. Klasse verliehen. Am 5. Januar 1889 erhielt er die Erlaubnis zur Annahme und zum Tragen des Ritterkreuzes I. Klasse des Herzoglich Sachsen-Ernestinischen Hausordens.

## Weitere Schriften
- Der forstwissenschaftliche Unterricht an der Universität Giessen in Vergangenheit und Gegenwart: ein Gedenkblatt zur Erinnerung an den 14. Juni 1881 ; den in Giessen ausgeb. Forstwirthen u. allen Anhängern des forstl. Universitätsunterrichts gewidmet, Ricker, 1881.
- Die Eigenschaften und das forstliche Verhalten der wichtigeren in Deutschland vorkommenden Holzarten, Parey, 1883.
- Encyklopädie und Methodologie der Forstwissenschaft, Bände 1–2, C. H. Beck, 1885.
- Lebensbilder hervorragender Forstmänner und um das Forstwesen verdienter Mathematiker, Naturforscher und Nationalökonomen, P. Parey, 1885 (Digitalisat).